# Upton (West Yorkshire)
Upton – wieś w Anglii, w hrabstwie ceremonialnym West Yorkshire, w dystrykcie metropolitalnym Wakefield. Leży 27 km na południowy wschód od miasta Leeds i 248 km na północ od Londynu. W 2001 miejscowość liczyła 3541 mieszkańców.